# Усть-Нера (аэропорт)
Аэропорт «Усть-Нера» — региональный аэропорт посёлка Усть-Нера Оймяконского улуса Якутии. Обеспечивает регулярное авиасообщение с региональным центром — Якутском.

## История
В мае 1937 г. для обслуживания Индигирской геологоразведочной экспедиции руководством ГВФ было сформировано 6 экипажей, и в начале июля 1937 г. пять самолётов с бортовыми номерами X-99, X-111, X-120, X-121, X-122 прибыли в Иркутск на железнодорожных платформах в разобранном виде.
С 5 августа 1937 г. эти самолёты начали доставку людей и грузов экспедиции из Крест-Хальджая, совершая по 2 рейса в день с посадками на воду. Гидроаэропорт получил название аэропорт в устье р. Нера и является авиапортом экспедиции. В зимнее время гидроаэропорт принимал самолёты на лыжном шасси.
В 1951 г. на левом берегу Индигирки, на окраине посёлка Индигирский в 7 км от посёлка Усть-Нера отсыпана грунтовая взлётно-посадочная полоса и построено здание аэропорта. Аэропорт получил название Усть-Нера. Периодически для обслуживания предприятий Оймяконского района на аэродроме Усть-Нера стали базироваться самолёты Як-12, Ан-2 Зырянского ОАО, с 1969 г. было образовано авиазвено. С увеличением объёма авиаработ возникла потребность в создании авиапредприятия, и в 1970 г. образована Усть-Нерская ОАЭ, которая в 1972 г. вошла в состав Колымо-Индигирского ОАО.
В структуру ОАЭ входили: базовый аэропорт Усть-Нера, приписные аэропорты Мома, Оймякон, АТБ, два звена Ан-2, звено Ми-4. Руководили звеньями опытные пилоты. В 1975 г. ОАЭ была переподчинена Маганскому ОАО.
С образованием в 1981 г. Усть-Нерского ОАО для нужд района под руководством 1 секретаря РККПСС Красноштанова В. Ф. началось проектирование и строительство новой ГВПП для приёма самолётов Ан-12.
К 1988 году в связи уменьшения количества ВС, объёмов работ, переходу предприятий-заказчиков на самофинансирование и самоокупаемость, ОАО был преобразован в Усть-Нерскую ОАЭ. В 1995 г. постановлением правительства Республики Саха (Якутия) о реорганизации НАК «САХА АВИА» Усть-Нерская ОАЭ была переименована в Усть-Нерское АП, а в 1997 г. лётная АЭ переподчинена ПК МВЛ АП Маган, а аэропорт Мома был выведен из состава Усть-Нерского АП и стал самостоятельным предприятием.
С 1 ноября 2005 года аэропорт Усть-Нера в качестве филиала входит в состав вновь образованного предприятия ГУП «Дирекция аэропортов РС (Я)».
С ноября 2007 г. — филиал ФКП «Аэропорты Севера».
В 2010-м году введено в строй новое здание аэровокзала.

## Принимаемые типыВС
Ан-12, Ан-24, Ан-26, Ан-38, Ан-72, Ан-140, Як-40, Л-410 и др. типы ВС 3-4 классов, вертолёты всех типов.

## Показатели деятельности
| год             | 2014 | 2015 | 2016 | 2017  |
| тыс. пассажиров | 10,3 | 11,5 | 12,2 | 12,48 |
| Источники:      |      |      |      |       |